# مشغولات يدوية

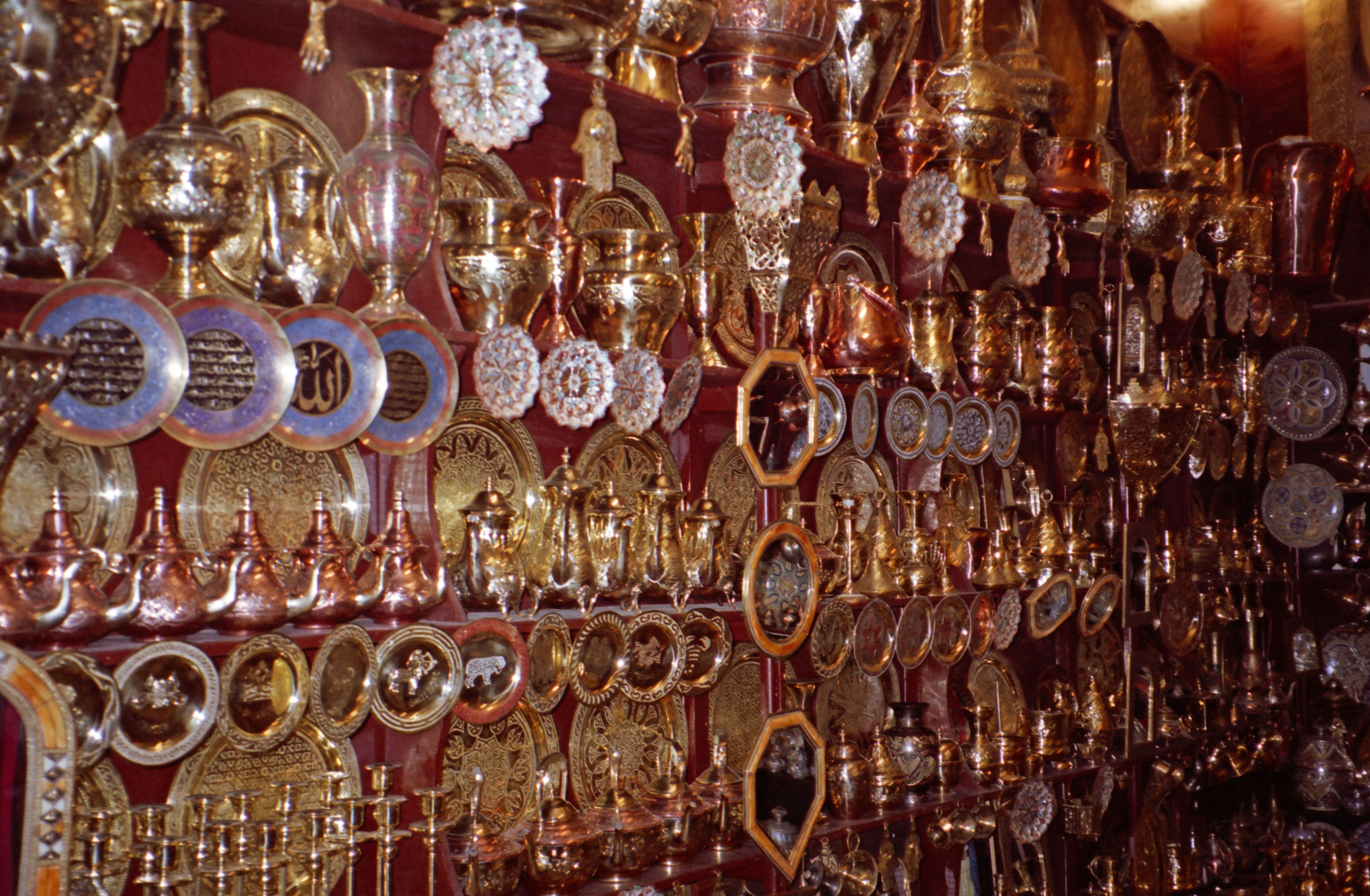

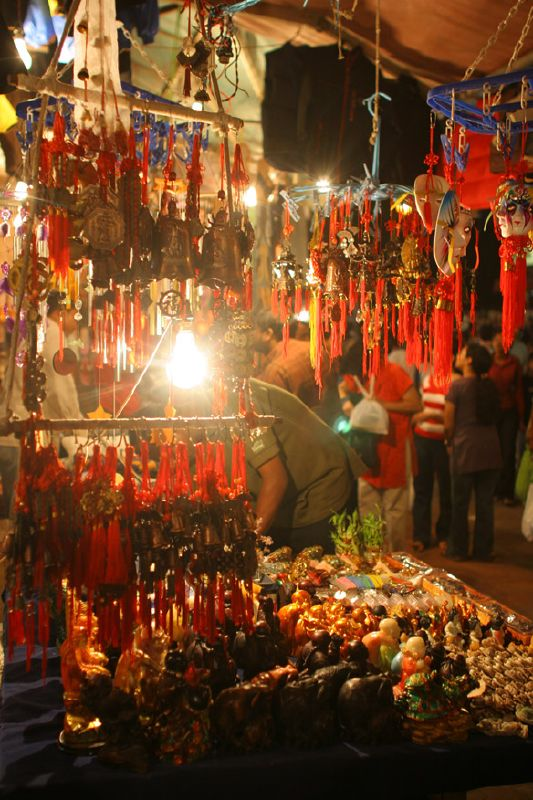
مشغولات يدوية في مدينة دلهي في الهند.

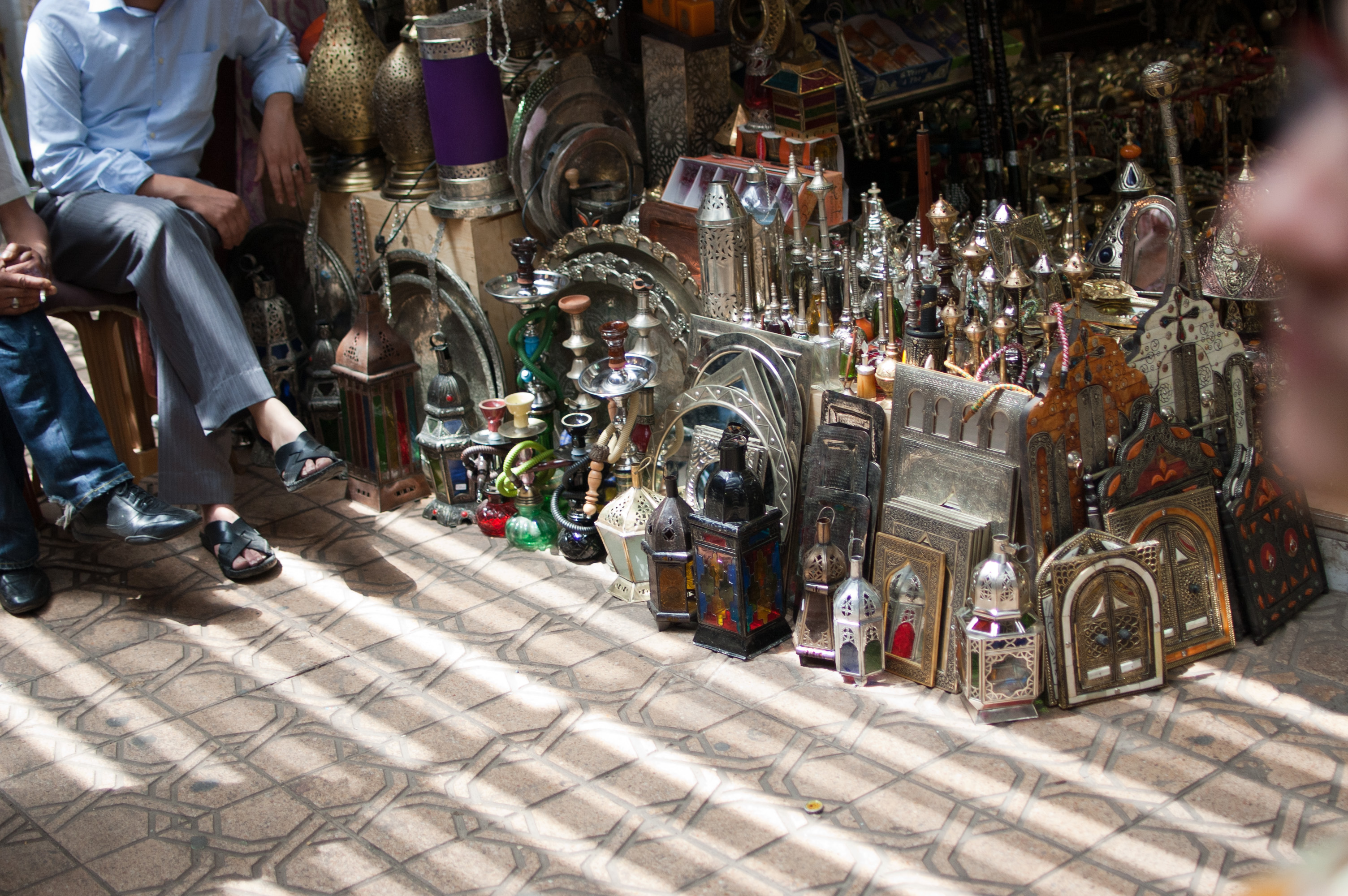
مشغولات يدوية في مدينة مراكش في المغرب.

الصناعة اليدوية أو الحرفة اليدوية هي الصناعات المعتمدة على اليد، أو باستخدام الأدوات البسيطة فقط دون استعمال آلات حديثة. وهي إحدى القطاعات الرئيسية التقليدية الحرفية. وعادة ما ينطبق المصطلح على الوسائل التقليدية لصناعة السلع الفردية، لهذه العناصر أهمية ثقافية ودينية، وعادة ما يميز مصطلح الحرفية اليدوية من الفئة التي تستخدمه بشكل متكرر. تعتبر السلع اليدوية ضمن الأعمال الأكثر تقليدية، أنشئت كجزء ضروري من الأعمال أكثر من مطاردتها كهواية ومظاهر كمالية.
في أواخر القرن التاسع عشر كانت الحرف اليدوية في بريطانيا جزءا من المهن اليومية، وليس الهوايات، وتعد ضمن الأعمال الإبداعية للشعب، وتستخدم فيها المواد الطبيعية والتقنيات التقليدية.

## الحرف اليدوية في شبه القارة الهندية
تاريخ الحرف اليدوية في مجالات عامة تضم الآن  الهند وباكستان من ملحمة قديمة. أن نظرة سريعة في لآثار الحرف اليدوية الهندية نحتاج إلى العودة تقريبا 5000 سنة. يمكن الاطلاع على المراجع الأولى للحرف اليدوية في شبه القارة الهندية من دارو جو موين، السند حضارة وادي الاندوس (3000 قبل الميلاد-1700 قبل الميلاد). التقاليد الحرفية في الهند يدور حول المعتقدات الدينية، الاحتياجات المحلية من ولائه، فضلا عن الاحتياجات الخاصة للرعاة والملوك، جنبا إلى جنب مع عين للتجارة الخارجية والمحلية.

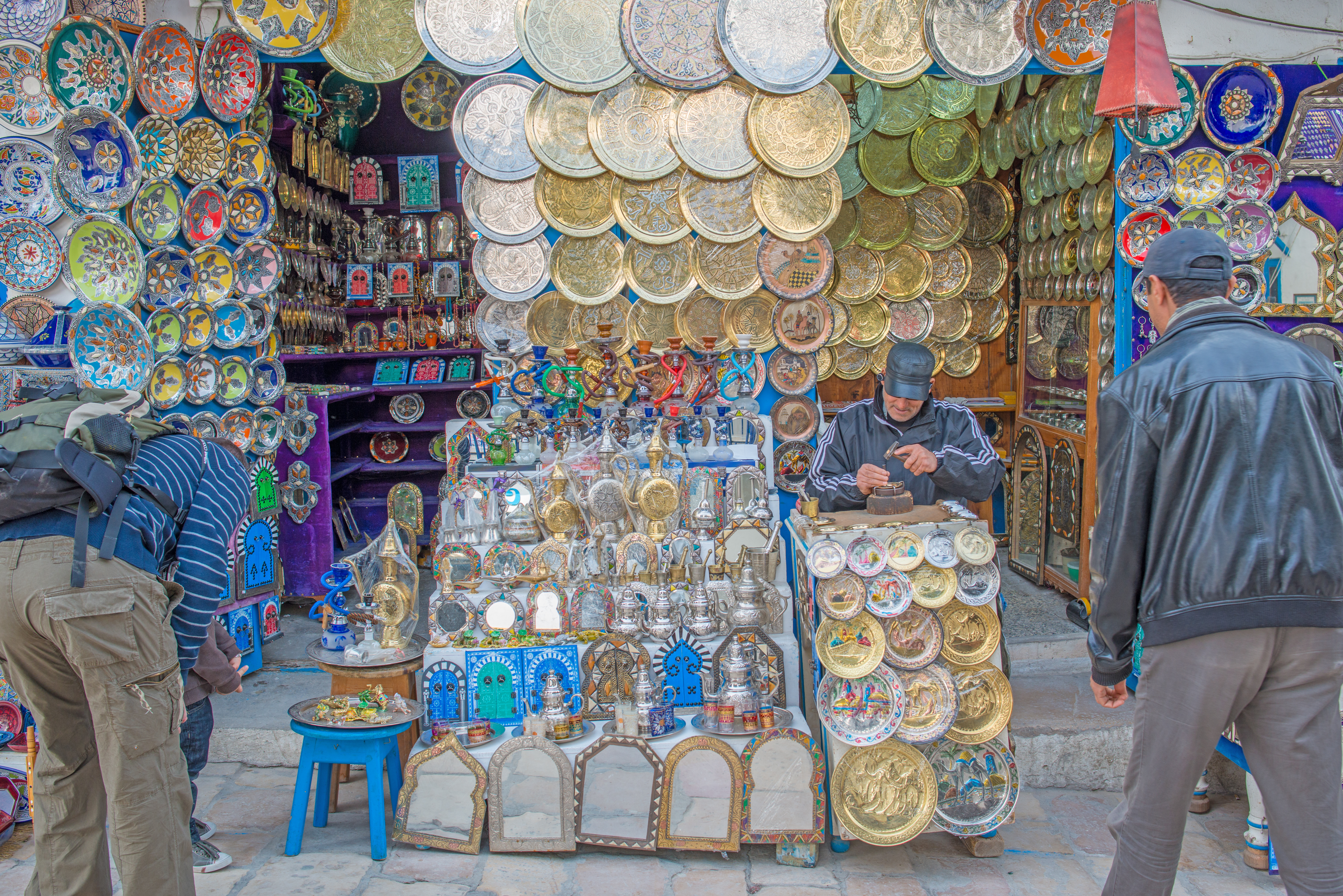
حرف يدوية في تونس

## قائمة الحرف اليدوية
تتضمن الحرف اليدوية ما يلي:

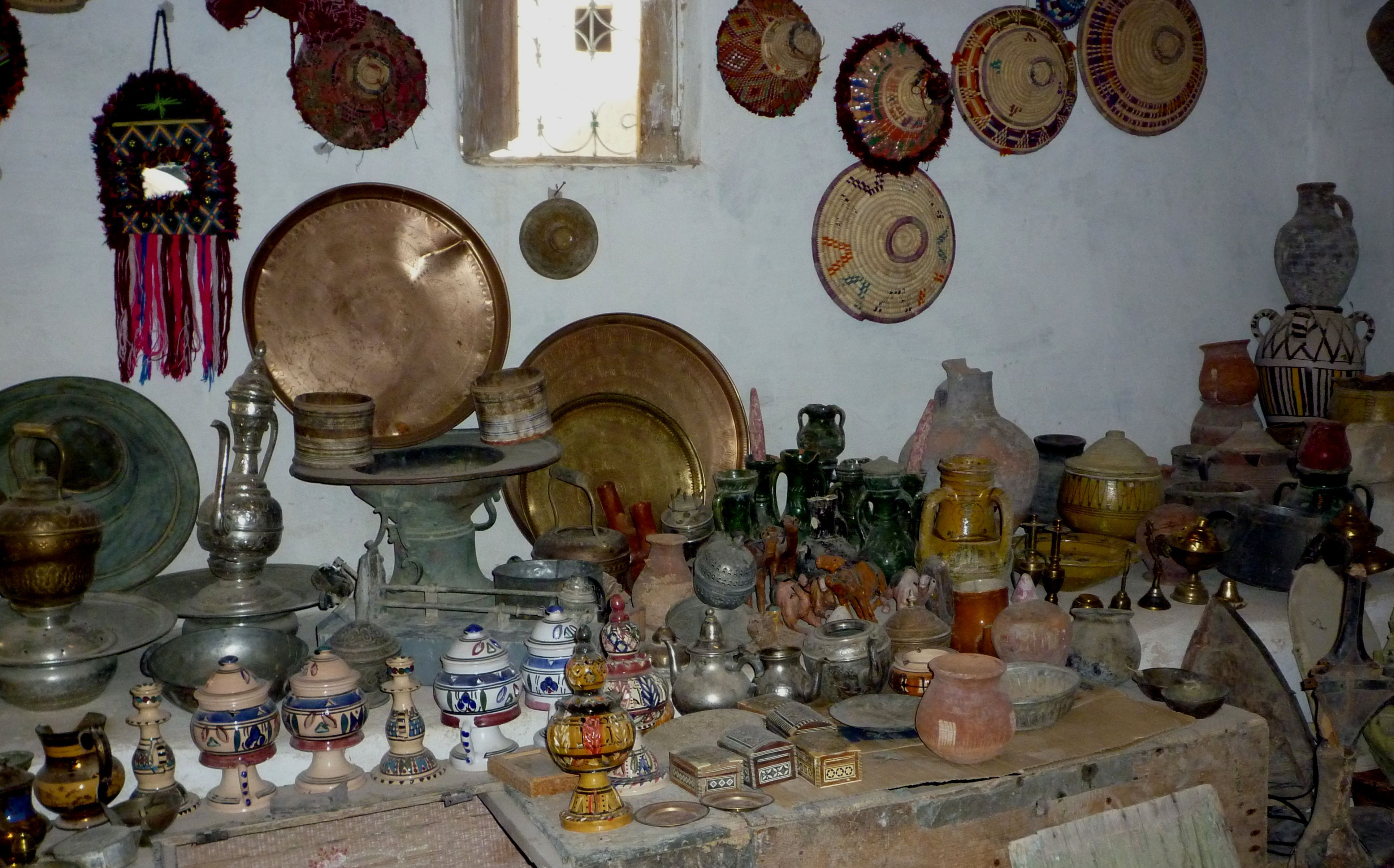
هدايا تذكارية مصنوعة يدويا في غدامس.

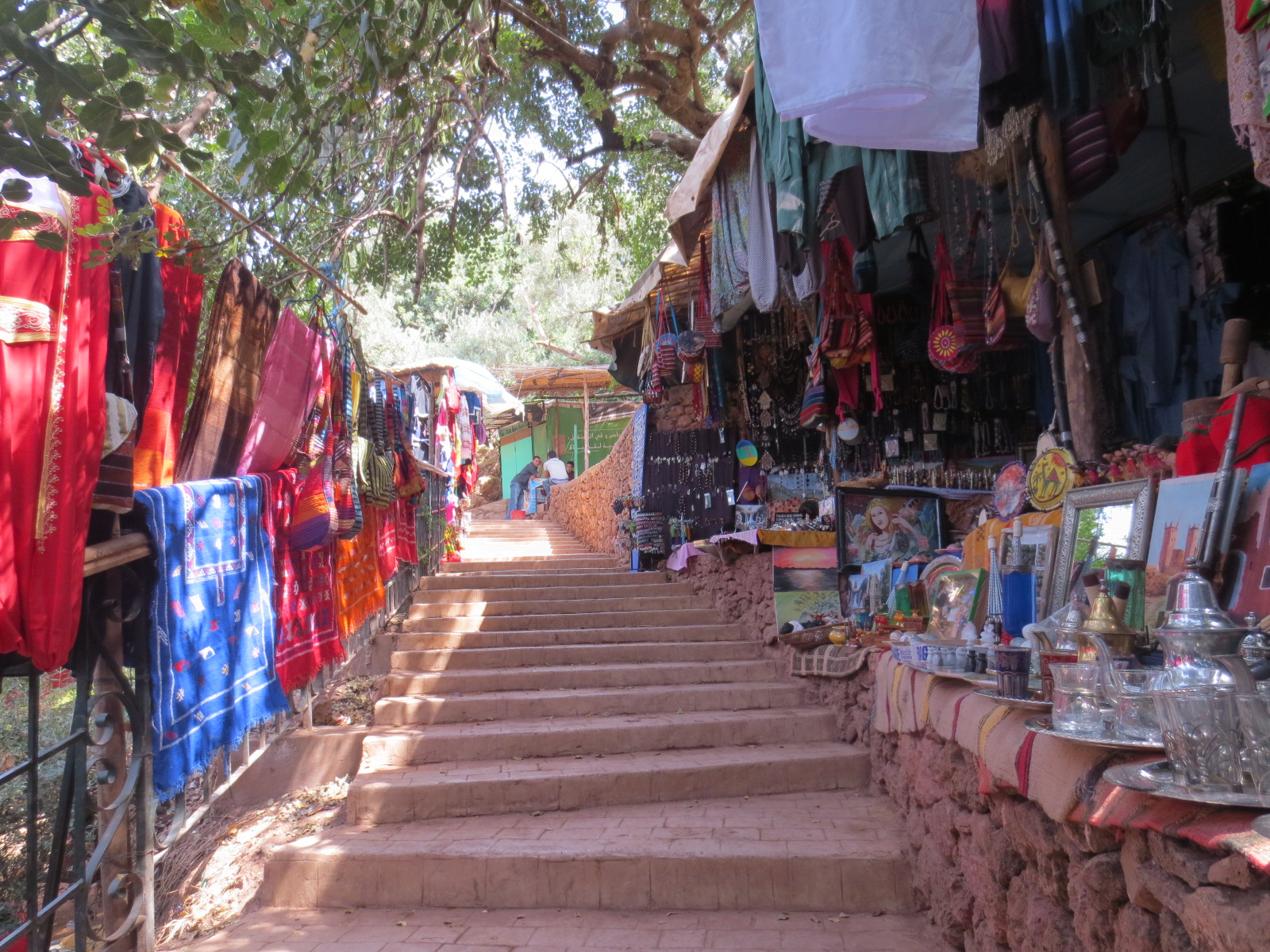
مصنوعات تقليدية عند شلالات أوزود.

- صناعة الخُوص (سعف النخيل): وتشمل: الحصير، الجِعاب، المشاجب، المسارِف، السِلق، السِفاح، الظُّلَّات، المندهة، إلخ...
- صناعة الفخار والخزف

- أشغال الخرز
- نحت العظام
- صناعة الأثاث
- صناعة السفن
- التلزيق، وقد تتضمن استخدام البذور والقماش والورق والصور الضوئية وأي مواد أخرى
- التعقيف (التعطيف والتلوية)
- النقش على المعادن (الفضة والألومنيوم)
- المنسوجات
- البستنة
- حبك
- الخشب المطعم
- صنع الأدوات المعدنية
- الفسيفساء
- التطريز

- فن صناعة لوحات الزهور المجففة — باستخدام أوراق وبتلات زهور حقيقية
- صناعة الدمى
- تضريب اللحف
- لحاف (نوم)
- صناعة السرج
- النموذج المصغر
- الخياطة
- صناعة الأحذية
- الغزل
- الزجاج الملون
- بيروغراف
- فن حفر الخشب
- خراطة الخشب
- مشغولات خشبية